# Lepisorus waltonii
Lepisorus waltonii là một loài thực vật có mạch trong họ Polypodiaceae. Loài này được (Ching) S.L. Yu miêu tả khoa học đầu tiên năm 1997.